# Halfarokpálma
A halfarokpálma (Caryota mitis) az egyszikűek (Liliopsida) osztályának pálmavirágúak (Arecales) rendjébe, ezen belül a pálmafélék (Arecaceae) családjába tartozó faj.

## Előfordulása
A halfarokpálmát világszerte meghonosították; eredeti hazája Indiától és Kínától, egészen a Fülöp-szigetekig és Indonéziáig terjed.

## Megjelenése
Levelei kétszeresen szárnyaltak. A virágzatok és a terméságazatok a törzsön elosztva helyezkednek el, alulról felfelé nyílnak fel, illetve érnek meg. A növény felálló törzsű, legfeljebb körülbelül 12 méter magas fa. A törzs karcsú, zöld vagy szürke, levélhüvelyekkel hosszan borított. Többnyire több törzset fejleszt. Levele 2-3 méter hosszú, a levélkék ferde-háromszög alakúak, csúcsuk mintegy leszakítottnak tűnik. Virágai kicsik és zöldesek; a füzérvirágzatok hosszú rojtokként, gyöngysorszerűen csüngnek a törzs oldalán. Termése gömbölyű, körülbelül 2 centiméter átmérőjű; nagyon tartósan zöld marad, majd rövid ideig vörösbarnára, végül feketére színeződik. A termésérés után a növény elpusztul.

## Képek

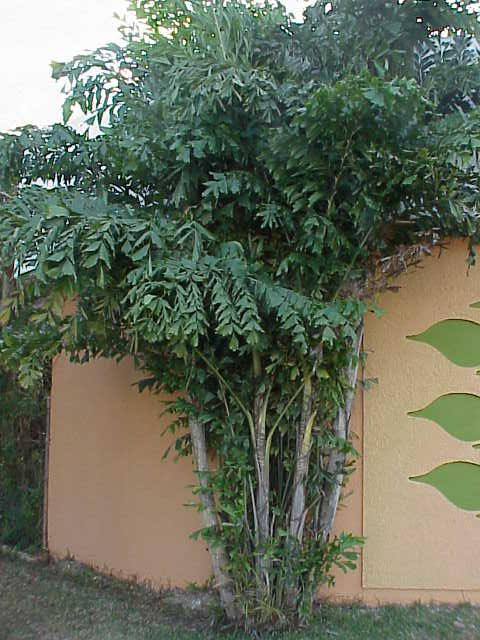
A növény
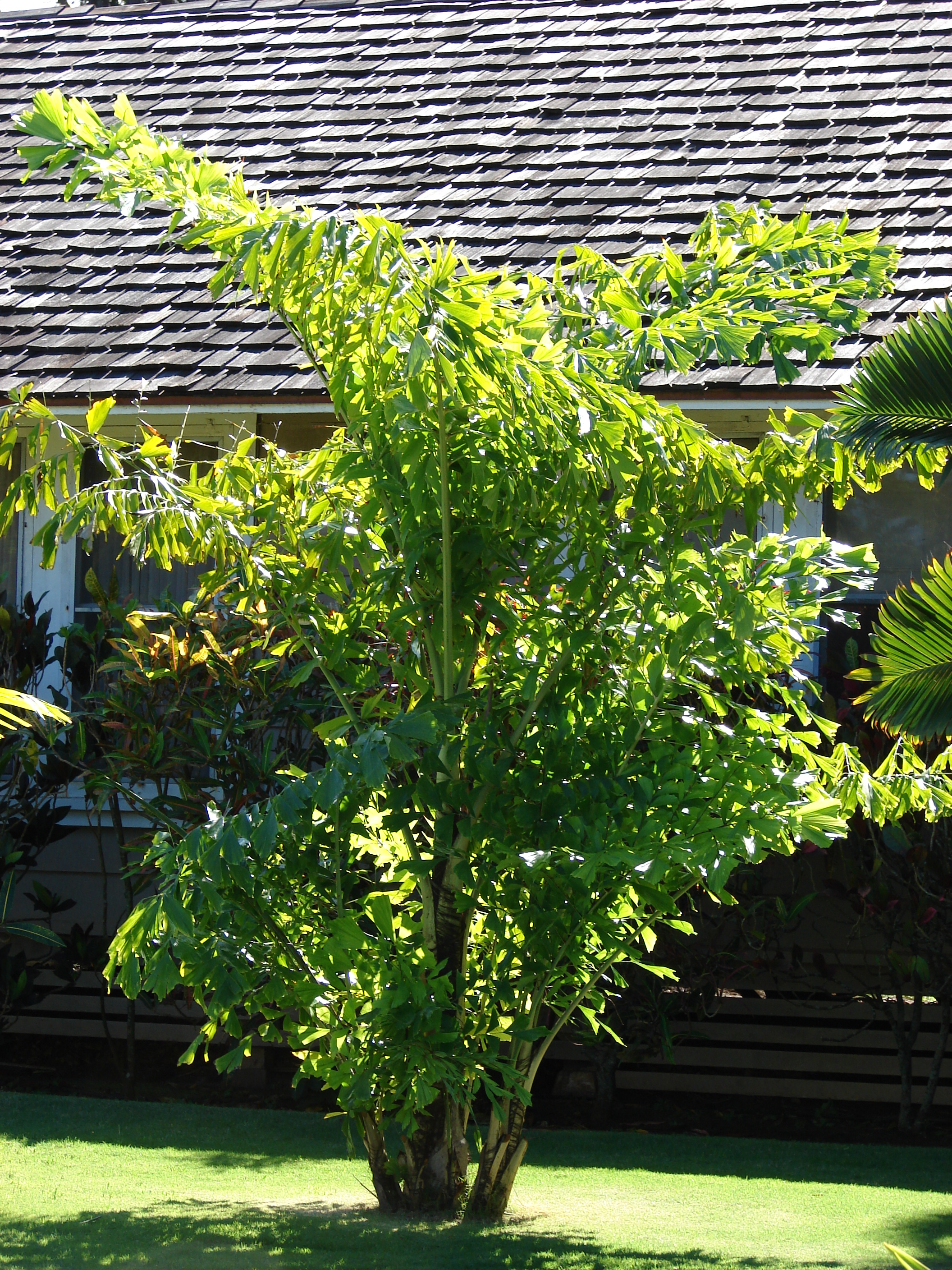
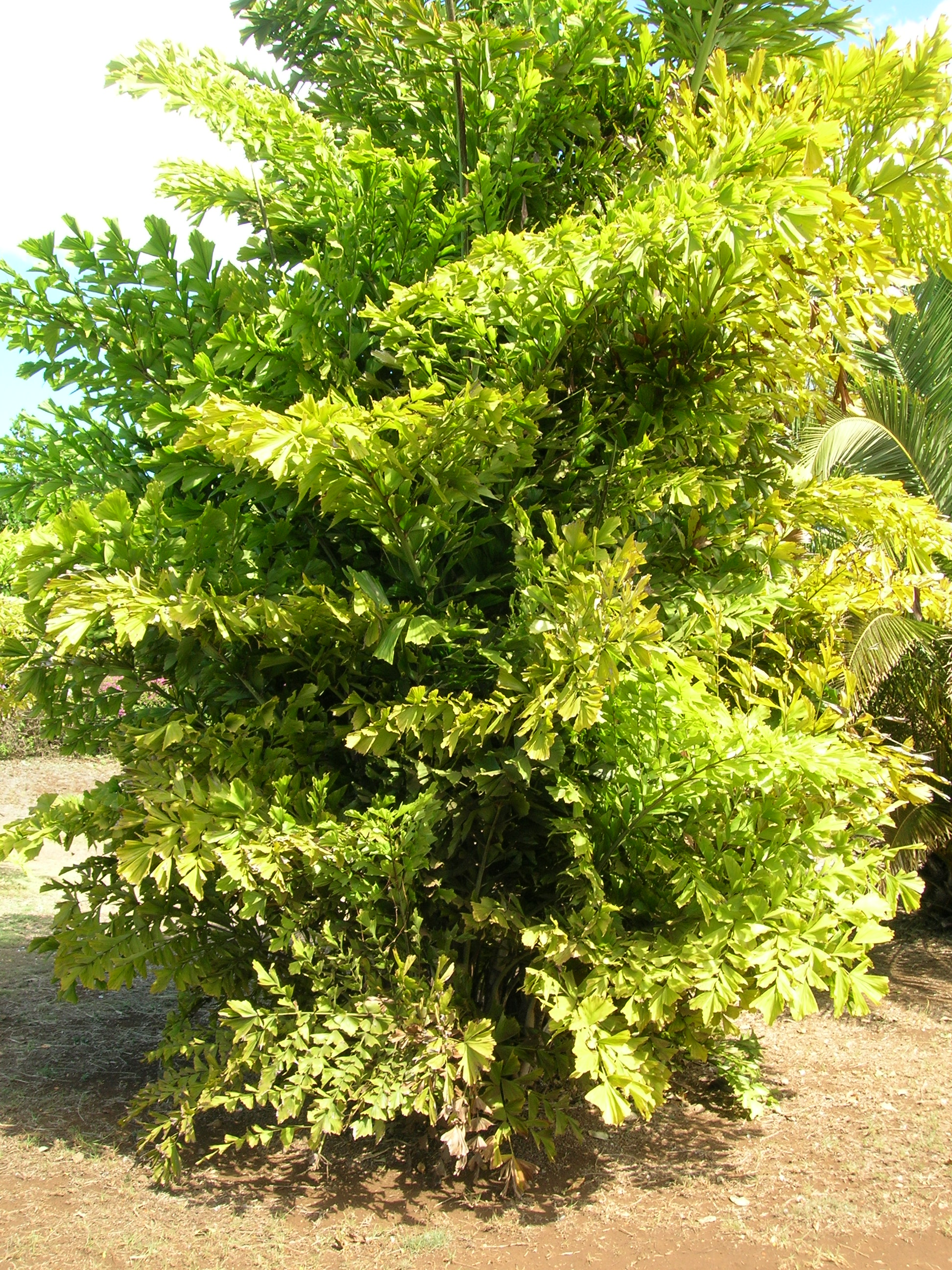
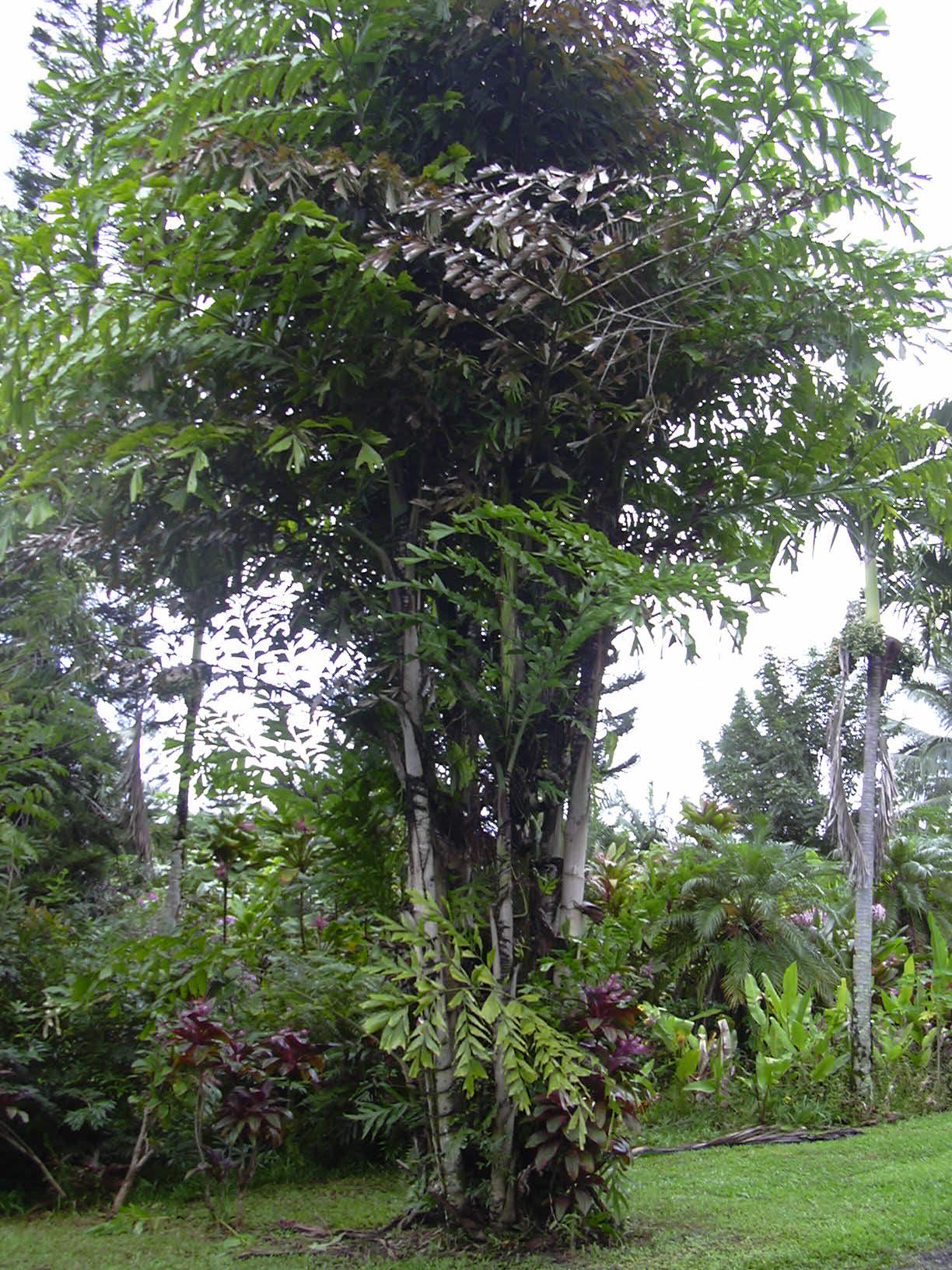
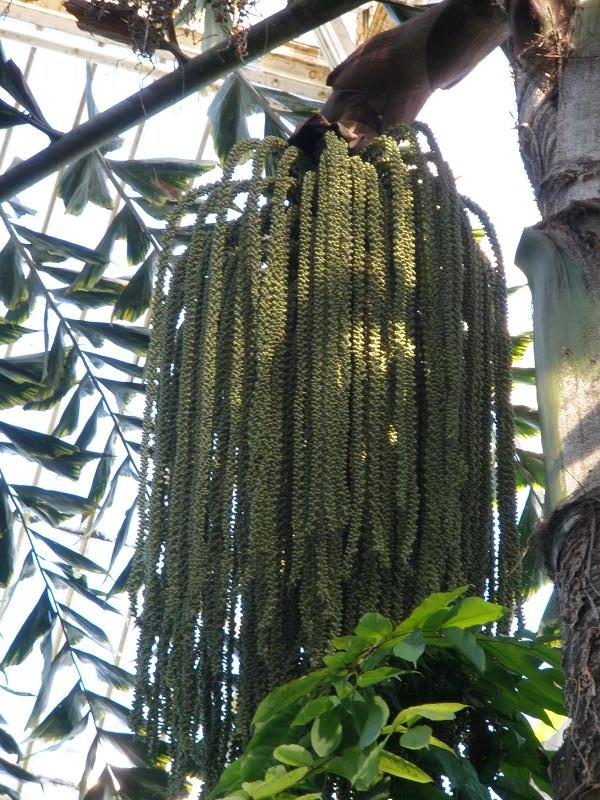
Virágzatai
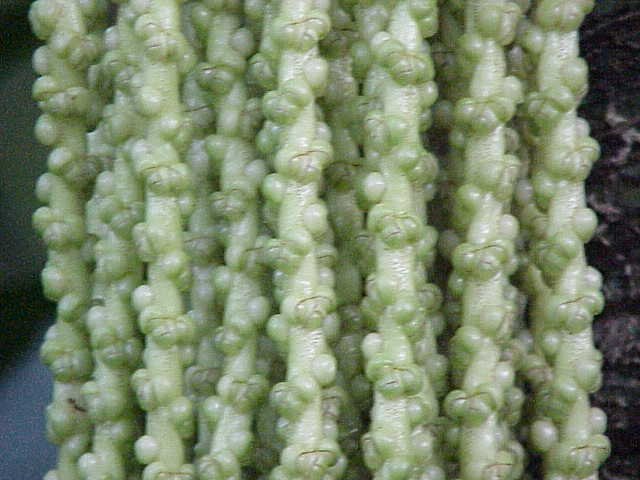
közelről
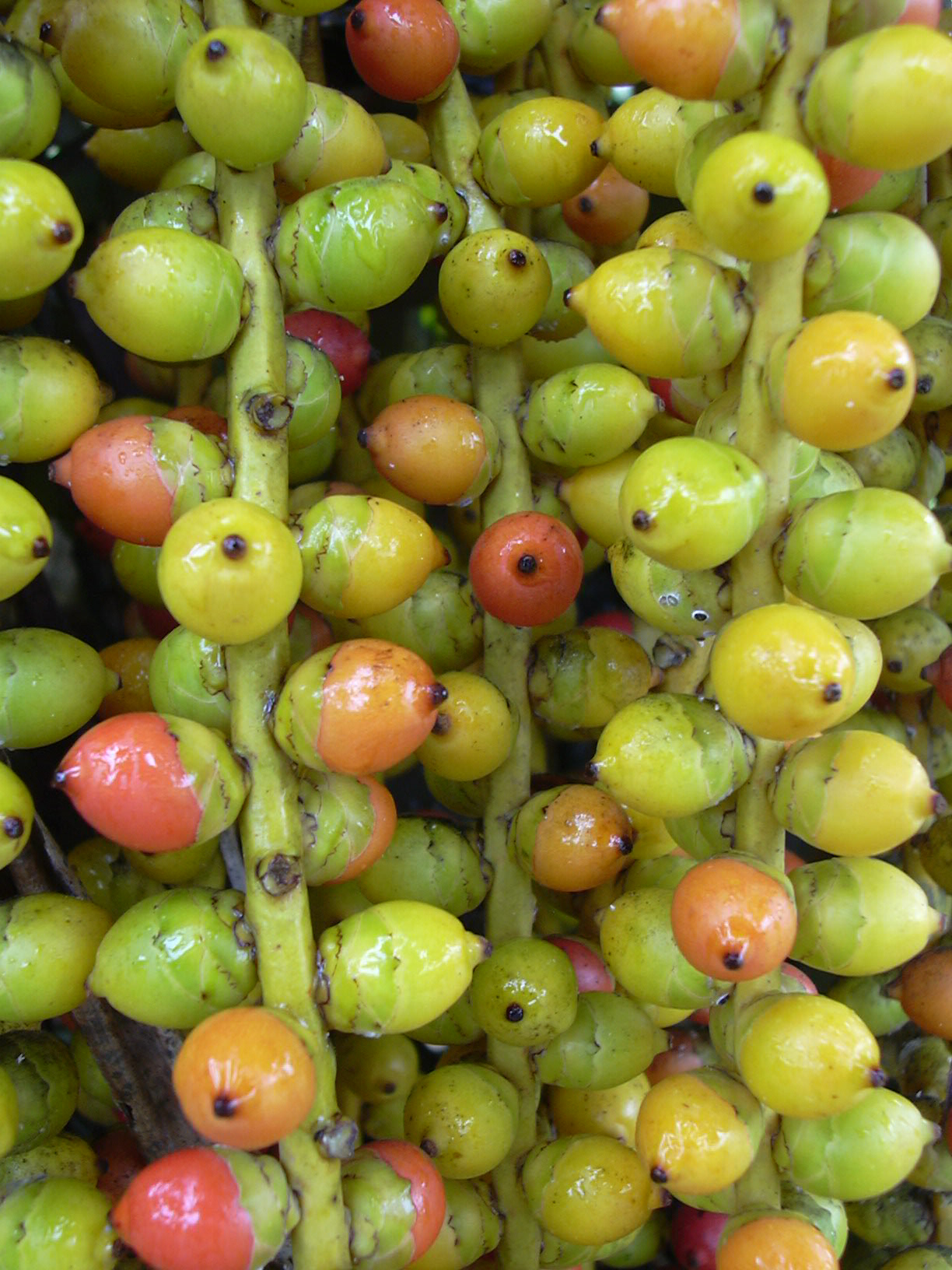
Termései
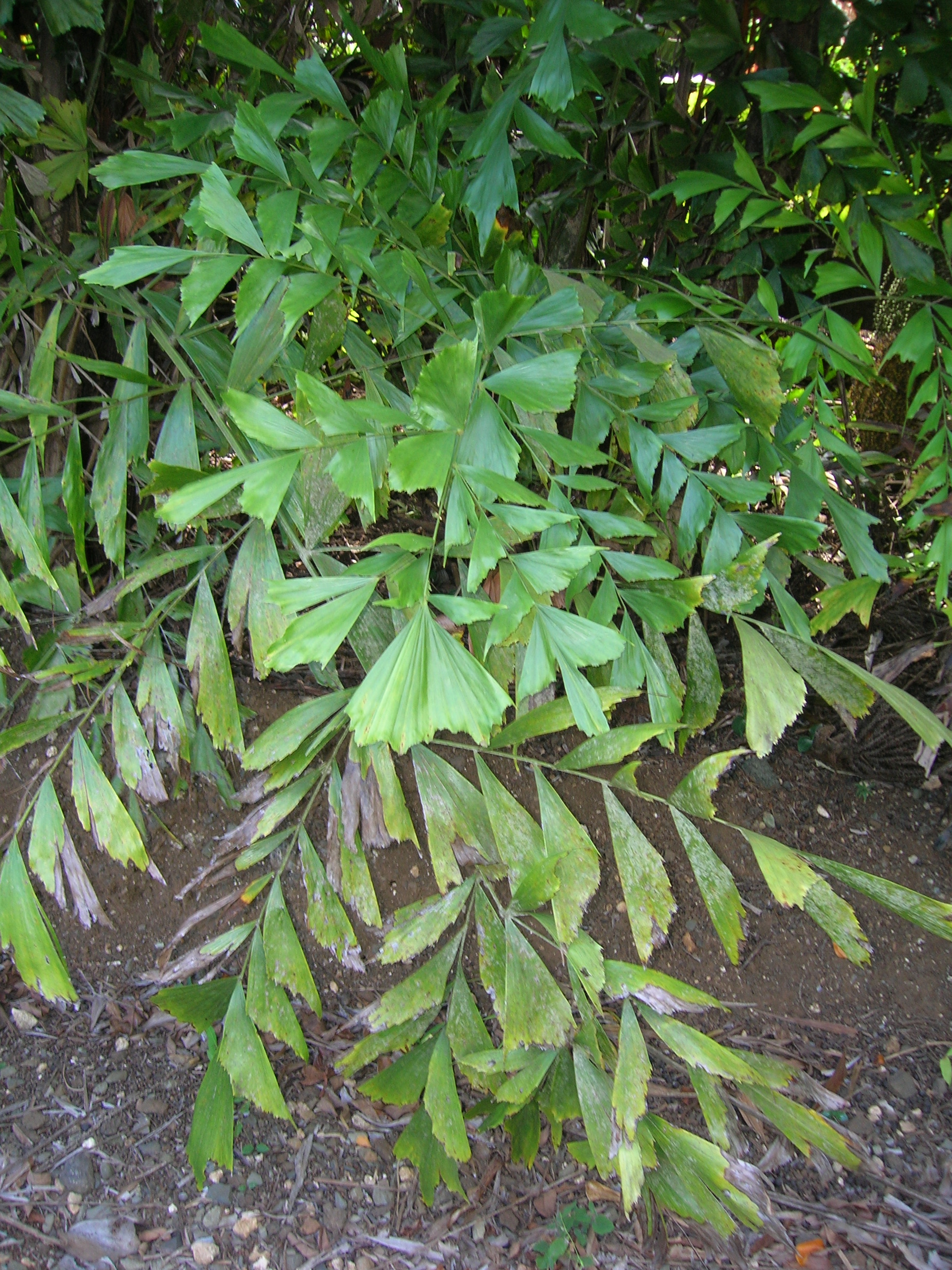
Levelei és
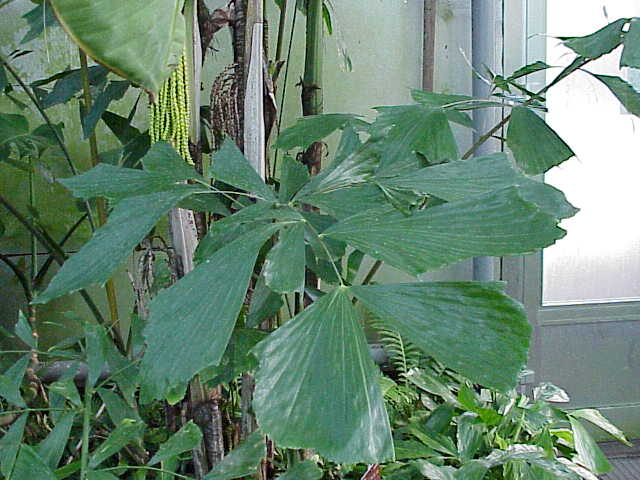
levelkéi
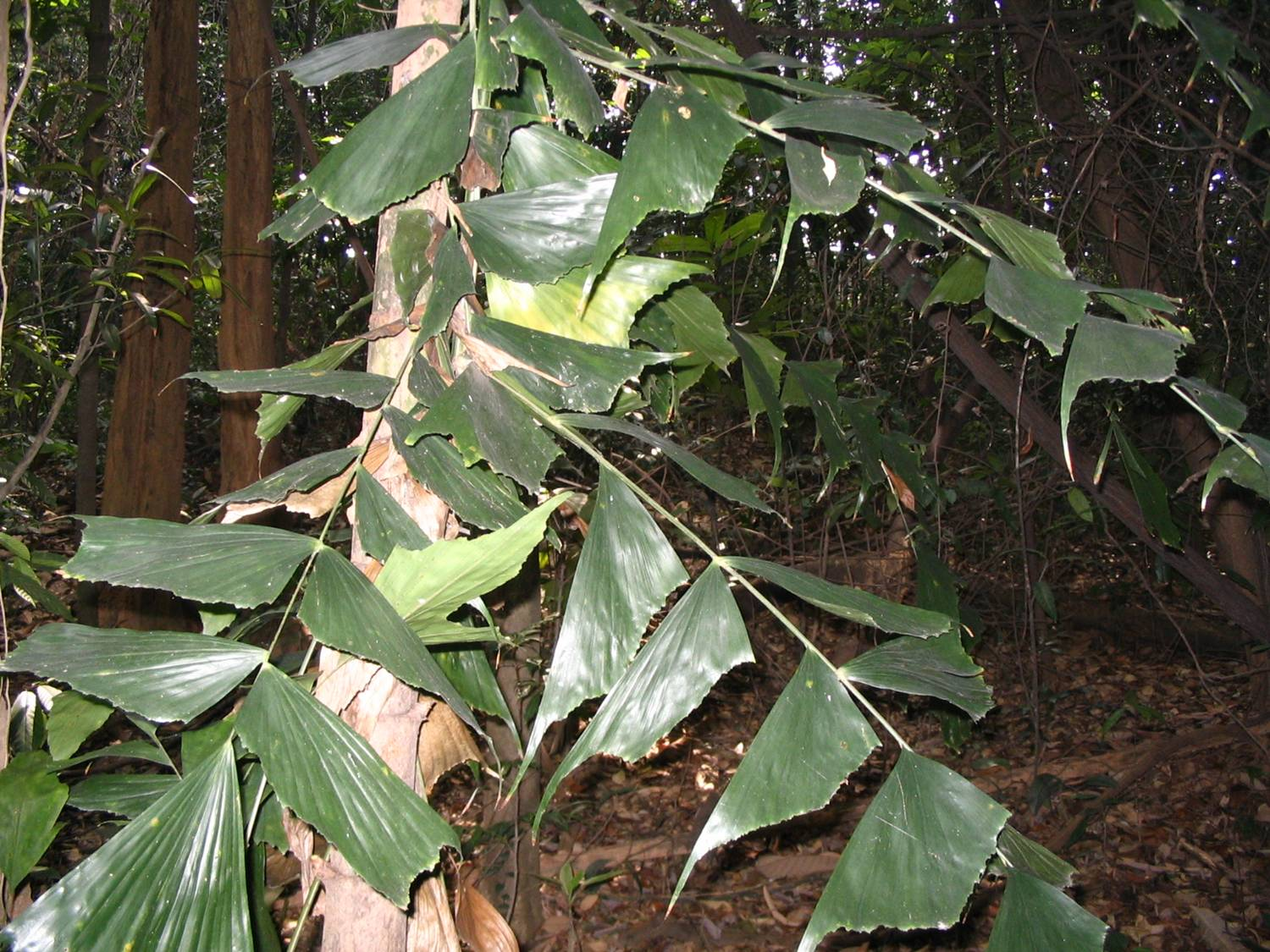
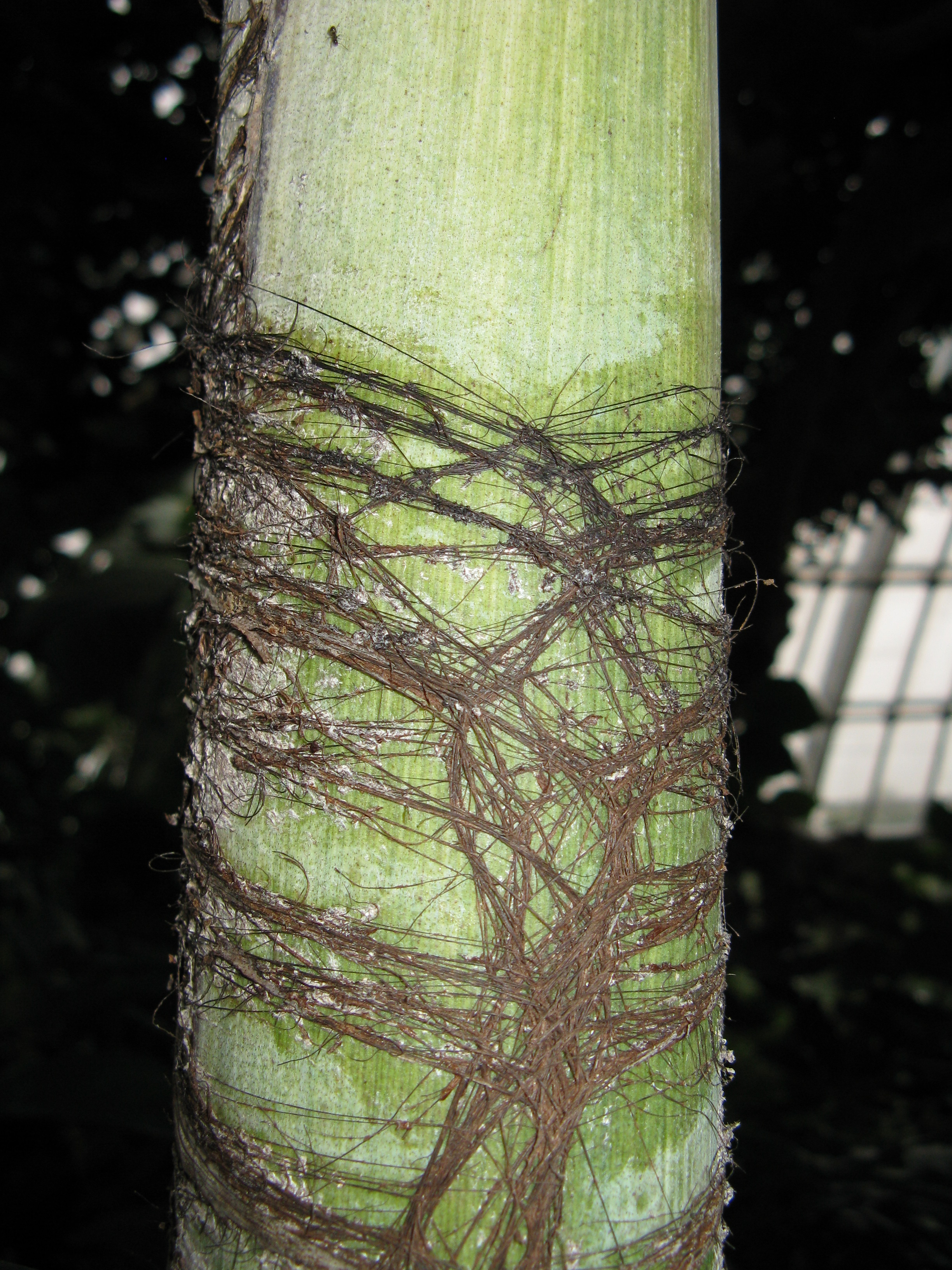
Törzse
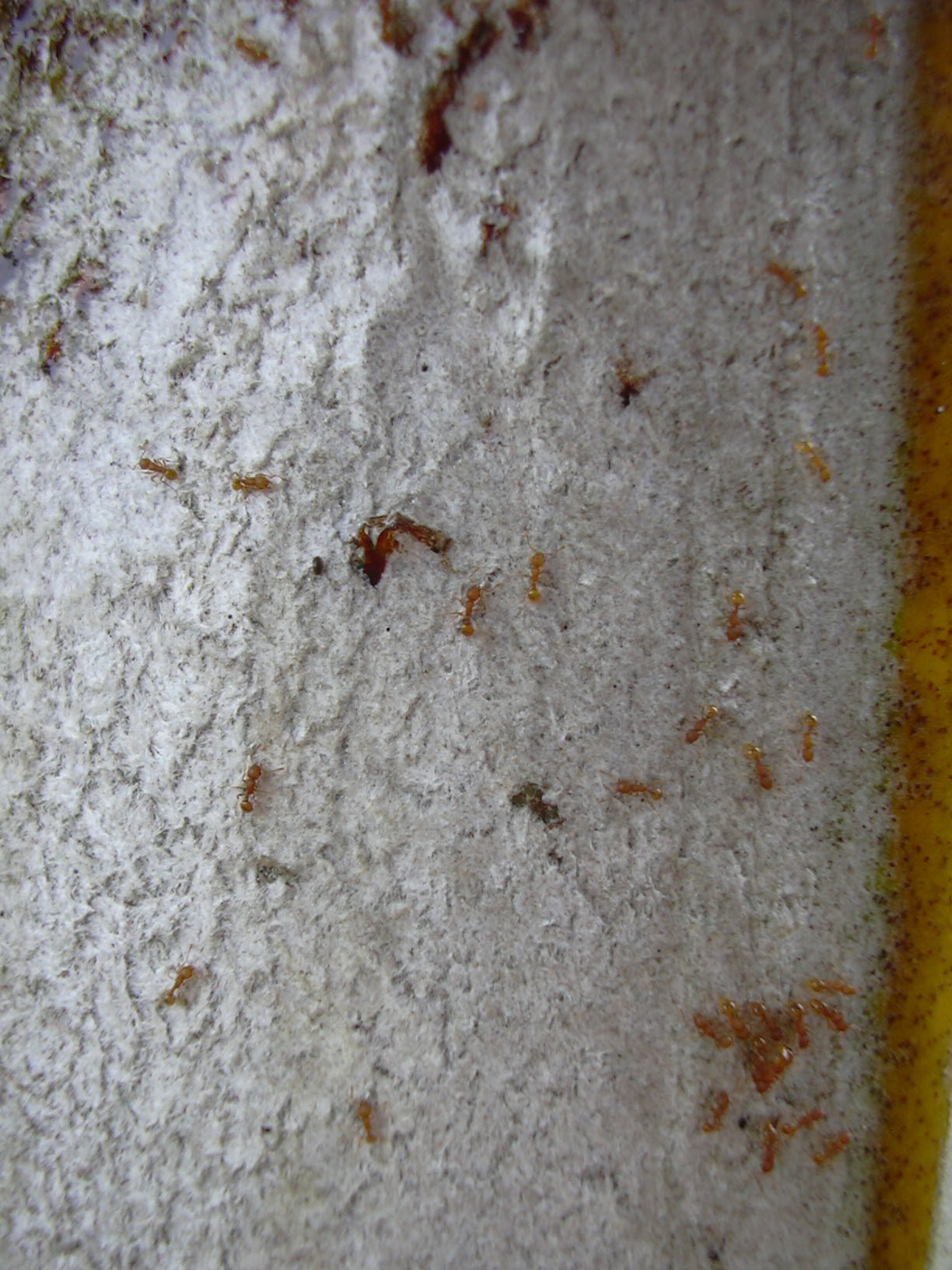
Kérge Wasmannia auropunctatával fertőzve